# 印度斧鯉
印度斧鯉（学名：Securicula gora）为輻鰭魚綱鯉形目鲤科的一個種，分布于亞洲印度、巴基斯坦及孟加拉，體長可達24.5公分，棲息在水表層，屬肉食性，以甲殼類及昆蟲等為食。